# 38 Leda
A 38 Leda a Naprendszer kisbolygóövében található aszteroida. Jean Chacornac fedezte fel 1856. január 12-én. Nevét Lédáról, a görög mitológia egy alakjáról kapta.

## Megjegyzés
Nem tévesztendő össze Lédával, a Jupiter egy holdjával.